# Dimethylfosforochloridothioaat
Dimethylfosforochloridothioaat is een organische verbinding gebruikt als uitgangsverbinding voor de synthese van insecticiden, pesticiden en fungiciden. Ook wordt het gebruikt als additief voor olie en benzine.
Dimethylfosforochloridothioaat is irriterend voor de huid, ogen en slijmvliezen.